# Сен Никола
Сен Никола (итал. Saint-Nicolas) је насеље у Италији у округу Долина Аосте, региону Долина Аосте.
Према процени из 2011. у насељу је живело 313 становника. Насеље се налази на надморској висини од 1208 м.

## Становништво
Према резултатима пописа становништва 2011. у општини је живело 315 становника.
| 1931. | 1936. | 1951. | 1961. | 1971. | 1981. | 1991. | 2001. | 2011. |
| ----- | ----- | ----- | ----- | ----- | ----- | ----- | ----- | ----- |
| 466   | 456   | 395   | 351   | 290   | 261   | 274   | 313   | 315   |